# Фёдор Жеребец
Фёдор Жеребец (ум. 1447, Новгород) — первый фальшивомонетчик на Руси, о котором сохранились записи в летописях, новгородский литейщик и весовщик драгоценных металлов («ливец и весец»). В 1447 году он был изобличён в подделке денег — Жеребец лил слитки из серебра меньшей пробы, чем требовала их норма. Возможно, он использовал метод «двойного литья», то есть заливал в форму сначала низкопробное серебро, а позже покрывал соответствующим норме. Такая технология позволяла утаивать до 10% серебра, не меняя параметры слитка. Был допрошен посадником Сокирой в ходе восстания новгородцев, связанного с «похудением денег». В ходе допроса Жеребец был опоен и дал показания о причастности 18 человек, некоторые из которых также были убиты путём сбрасывания с моста, а их имущество — разграблено. После того, как он протрезвел, он стал отрицать свою вину. Был убит, а имущество его — разграблено.
Так об этом говорится в летописи:
Того же лета выведе Сокира посадник ливца и весца серебряного Федора Жеребца на вече; напоив его, начата сочити: «На кого еси лил рубли?». Он же оговори 18 человек, и по его речем иных с мосту сметаша, а иных домы разграбиша, и ис церквей вывозиша животы их; а преже того по церквам не искали. И еще того же Феодора начата бесправдивы бояре научати говорить на многих людей, претяще ему смертью; он же, протрезвился, рече: «На всех есмь лил и на вси земли, и весил с своею братьею ливци». Тогда бе всь град в сетовании мнози, а голодники и ябедники и посулники радовахуся, толко бы на кого выговорил; и того самого смерти предаша, а живот его в церкви раздели и разграбиша. И бысть во граде мятежь велик, и оттоле и сам Сокира разболеся и умре.
Дело было нашумевшим. Из-за него было прекращено литьё слитков в Новгороде. Возможно, что именно этот случай привёл к отказу от изготовления платёжных слитков-гривен в Великом Княжестве Литовском.
Мастерская фальшивомонетчика была воссоздана в Дворцовой башне Кремля в рамках выставки «Фальшивомонетчик. Преступление и наказание».